# Perdita nevadiana
Perdita nevadiana är en biart som beskrevs av Timberlake 1980. Perdita nevadiana ingår i släktet Perdita och familjen grävbin. Inga underarter finns listade i Catalogue of Life.